# Лугове (Маріупольський район)
Лугове́ — село Нікольської селищної громади Маріупольського району Донецької області України. Населення — 89 осіб. Відстань до центру громади становить близько 36 км і проходить автошляхом місцевого значення та частково збігається із трасою Н08.

## Населення
За даними перепису 2001 року населення села становило 89 осіб, із них 77,53 % зазначили рідною мову українську та 22,47 % — російську.

## Географія
Село Лугове розташоване на берегах річки Берда на протилежному березі — село Сачки Бердянського району Запорізька область.